# Reggae Sunsplash
Reggae Sunsplash – pierwszy festiwal muzyki reggae, w latach 1978-1998 największa tego typu impreza na świecie; do roku 1992 organizowany w Montego Bay, w latach 1993-1994 w Portmore, zaś w latach późniejszych w różnych miejscach w regionie Saint Ann na Jamajce.
Festiwal został powołany do życia przez czwórkę lokalnych biznesmenów: Tony’ego Johnsona, Dona Greena, Ronalda Burke i Johna Wakelinga, którzy w roku 1978 założyli agencję Synergy Productions, odpowiedzialną za organizację i promocję przedsięwzięcia. Pierwsza edycja odbyła się na wielofunkcyjnym stadionie Jarrett Park w Montego Bay. Trwająca przez ponad tydzień impreza cieszyła się bardzo dużym zainteresowaniem, aczkolwiek nie odniosła porównywalnego sukcesu od strony finansowej, przynosząc organizatorom ok. 100 000 dolarów straty. Idea uzyskała również szerokie wsparcie Jamaican Tourist Board, agencji jamajskiego Ministerstwa Turystyki, dążącej do pobudzenia ruchu turystycznego w sezonie letnim.
Od roku 1981 festiwal był nagrywany i filmowany; pierwszy poświęcony mu krążek, Reggae Sunsplash '81: A Tribute To Bob Marley, został wydany przez amerykańską wytwórnię Elektra Records w roku 1982.
W roku 1995 Tony Johnson sprzedał prawa do nazwy Sunsplashu byłemu prezesowi JTB, Rae Barrettowi.
Dwa lata później zrezygnowano z organizacji festiwalu, by eksperymentalnie przenieść go na termin zimowy; w efekcie jego jubileuszowa, dwudziesta edycja miała miejsce w lutym 1998 roku, obejmując obchody 53. rocznicy urodzin Boba Marleya. Poświęcony także pamięci zmarłego rok wcześniej na zawał serca Johnsona, był to ostatni Reggae Sunsplash w XX wieku; impreza nie była już w stanie konkurować z powstałym na jej miejsce w Montego Bay w roku 1993, prężnie rozwijającym się Reggae Sumfestem.
W roku 2006 rodzina i przyjaciele Johnsona podjęli próbę reaktywacji festiwalu, przy finansowym wsparciu sponsora tytularnego, trynidadzko-tobagijskiego operatora telefonii komórkowej bmobile. Mimo umiarkowanego sukcesu imprezy i zapowiedzi jej kontynuacji w latach kolejnych, była to ostatnia edycja Sunsplashu. Edycja planowana na rok 2007 nie odbyła się ze względów bezpieczeństwa w związku z zaplanowaną na miesiące wakacyjne kampanią wyborczą, zaś później pomysł całkowicie zarzucono.
W roku 2010 ukazała się poświęcona festiwalowi książka pt. Reggae Sunsplash 1978-1998, zawierająca szczegółowy opis wszystkich poszczególnych edycji, jak również statystyki, wywiady i archiwalne fotografie; autorem opracowania jest Java Immanuel-I.

## Edycje festiwalu
Źródło:

### I Reggae Sunsplash
- 23-30 czerwca 1978
- Montego Bay, Jarrett Park
- wystąpili m.in.: Byron Lee & The Dragonaires, Bob Andy, Dennis Brown, Inner Circle, Jacob Miller, Jimmy Cliff, Monty Alexander, The Fabulous Five, The Heptones, Third World

### II Reggae Sunsplash
- 3-7 lipca 1979
- Montego Bay, Jarrett Park
- wystąpili m.in.: Bob Marley & The Wailers, Burning Spear, Inner Circle, Israel Vibration, Joe Higgs, Ras Michael & The Sons of Negus, The Abyssinians, The Mighty Diamonds, Toots and The Maytals

### III Reggae Sunsplash
- 2-5 lipca 1980
- Kingston, Ranny Williams Entertainment Center
- wystąpili m.in.: Barrington Levy, Black Uhuru, Peter Tosh

### IV Reggae Sunsplash
- 4-8 sierpnia 1981
- Montego Bay, Jarrett Park
- wystąpili m.in.: Barrington Levy, Black Uhuru, Dean Fraser, Dennis Brown, Eek-A-Mouse, Gregory Isaacs, I-Threes, The Meditations, The Mighty Diamonds, Third World, Steel Pulse,

### V Reggae Sunsplash
- 3-7 sierpnia 1982
- Montego Bay, Jarrett Park
- wystąpili m.in.: Aswad, Big Youth, Burning Spear, Byron Lee & The Dragonaires, Chalice, Eek-A-Mouse, Israel Vibration, Mutabaruka, Steel Pulse, The Gladiators, Toots and The Maytals, Twinkle Brothers, Yellowman

### VI Reggae Sunsplash
- 28 czerwca - 2 lipca 1983
- Montego Bay, Bob Marley Center
- wystąpili m.in.: Alton Ellis, Chalice, Gregory Isaacs, Israel Vibration, I-Threes, Sugar Minott, The Gladiators, The Skatalites, Third World, Ziggy Marley & The Melody Makers

### VII Reggae Sunsplash
- 7-11 sierpnia 1984
- Montego Bay, Jarrett Park / Londyn, Crystal Palace
- wystąpili m.in.: Aswad, Black Uhuru, Gregory Isaacs, Ini Kamoze, Prince Buster, Smiley Culture, The Skatalites, Third World

### VIII Reggae Sunsplash
- 6-10 sierpnia 1985
- Montego Bay, Jarrett Park

### IX Reggae Sunsplash
- 26-30 sierpnia 1986
- Montego Bay, Jarrett Park

### X Reggae Sunsplash
- 18-22 sierpnia 1987
- Montego Bay, Bob Marley Center

### XI Reggae Sunsplash
- 15-22 sierpnia 1988
- Montego Bay, Bob Marley Center

### XII Reggae Sunsplash
- 14-19 sierpnia 1989
- Montego Bay, Bob Marley Center

### XIII Reggae Sunsplash
- 16-21 lipca 1990
- Montego Bay, Bob Marley Center

### XIV Reggae Sunsplash
- 26-31 lipca 1991
- Montego Bay, Bob Marley Center

### XV Reggae Sunsplash
- 3-8 sierpnia 1992
- Montego Bay, Bob Marley Center

### XVI Reggae Sunsplash
- 3-7 sierpnia 1993
- Portmore, Jamworld

### XVII Reggae Sunsplash
- 1-6 sierpnia 1994
- Portmore, Jamworld

### XVIII Reggae Sunsplash
- 12-14 lipca 1995
- Saint Ann, Dover

### XIX Reggae Sunsplash
- 1-4 sierpnia 1996
- Saint Ann, Chukka Cove

### XX Reggae Sunsplash
- 5-8 lutego 1998
- Saint Ann, White River Reggae Park

### bmobileReggae Sunsplash
- 3-6 sierpnia 2006
- Saint Ann, Richmond Estate
- wystąpili m.in.: Assassin, Bounty Killer, Busy Signal, Chezidek, Lady Saw, Luciano, Mavado, Maxi Priest, Morgan Heritage, Mr. Vegas, Richie Spice, Steel Pulse, Turbulence, UB40, Vybz Kartel